# XRN1
Die 5´-3´-Exoribonuklease 1 (XRN1) ist ein Protein mit 1.706 AS Länge und 194,1 kDa Molekulargewicht, das im Zytoplasma zu finden ist.
| Masse/Länge Primärstruktur    | Isoform 1: 1.706 Aminosäuren/194,1 kDa Isoform 2: 1.694 Aminosäuren/192,8 kDa Isoform 3: 459 Aminosäuren/53,8 kDa                                                       |
| Lokalisierung                 | Zytoplasma |
| Sekundär- bis Quartärstruktur | D1-Domäne Helikale Domäne D2/D3-Domäne: Exoribonuklease 5´-3´-Exonuklease mit DCP1-Bindungs-Motif                                                                       |
| Gennamen                      | HGNC:30654 |
| Organismus                    | Homo sapiens |
| Molekulare Funktionen         | 5´-3´-Exoribunuklease-Aktivität G-quadruplex DNA-Bindung G-quadruplex RNA-Bindung RNA-Bindung Telomerasen RNA-Bindung                                                   |
| Genlocus                      | Chromosom 3 |
| Pubmed-Suche                  | XRN1 |
| Entrez-Suche                  | XRN1 |
| Taxonomie                     | Eukaryota › Metazoa › Chordata › Craniata › Vertebrata › Euteleostomi › Mammalia › Eutheria › Euarchontoglires › Primates › Haplorrhini › Catarrhini › Hominidae › Homo |

## Aufgaben des zellulären Proteins
Aufgrund ihrer Präferenz für 5´-monophosphorylierte RNA-Substrate, beginnt XRN1 mRNA in 5´-3´-Richtung zu degradieren. Die RNase ist in den zytoplasmatischen RNA-Metabolismus und die mRNA-Hydrolyse nach deren Deadenylation und der Entfernung der Cap-Struktur beteiligt. Die Entfernung der 5´-Cap-Struktur wird durch Dcp1 und Dcp2 induziert. Am 3´-Ende wird durch den Lsm1-7-Komplex der Poly-(A)-Schwanz abgebaut. Danach folgt die Degradation durch XRN1 in 5´-3´-Richtung.

### Antivirale Wirkung
Virale Infektionen induzieren die Anreicherung von XRN1 in viral replication complexes (vRCs). Es bilden sich zytoplasmatische Aggregate, die mit viraler RNA interagieren. In diesen vRCs ist eine direkte Interaktion zwischen XRN1, Dcp1/2 und viraler RNA möglich. Der Abbau viraler RNA wird so induziert. Der Prozess der Autophagie kann durch LC3-konjugierte Systeme und Immunity-releated GTPase (IFN), welche die Membran der vRCs zerstören, inhibiert werden. Dies geschieht vermutlich in den vRCs. Mehr XRN1 führt zu einer höheren Rate an Autophagie.
XRN1 spielt somit in der Limitierung der Infektion verschiedener Gruppen von RNA-Virus-Infektionen eine wichtige Rolle (z. B. Hepatitis-C-Virus, Zika-Virus, HI-Virus). Außerdem inhibiert das Protein die Replikation des Hepatitis-C-Virus, indem es RNA einiger Hepatitis-C-Virusstämme degradiert.
Ferner reguliert das Protein die Genexpression von HIV-1 negativ durch miRNA-Effektoren. XRN1 verhindert die Assoziation der viralen mRNA von HIV-1 mit den Polysomen am ER. HIV-1 mRNAs assoziieren und kolokalisieren mit Komponenten des RNA Induced Silencing Complex (RISC).
Das Protein wurde in der Wissenschaftlichen Arbeit von Alex Siebner als mögliches Ziel des viralen Proteins Vpu von HIV-1 identifiziert. Im Vergleich zu uninfizierten und Wildtyp-Zellen zeigt sich eine statistische Signifikanz beim Verlust von Vpu in einem Virusstamm (CH077).